# Dobrudschatataren

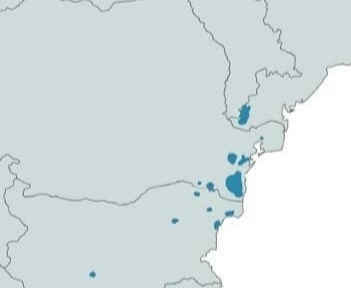
Verbreitungsgebiet der Tataren in Rumänien, Bulgarien und der Ukraine

Die Dobrudschatataren (dobrudschatatarisch Tatarlar "Tataren", rumänisch Tătarii din România "Tataren von Rumänien") sind eine tatarische Minderheit in der Dobrudscha. Sie sind aus Turkistan über die Wolga und die Krim in die Dobrudscha eingewandert.

## Geschichte

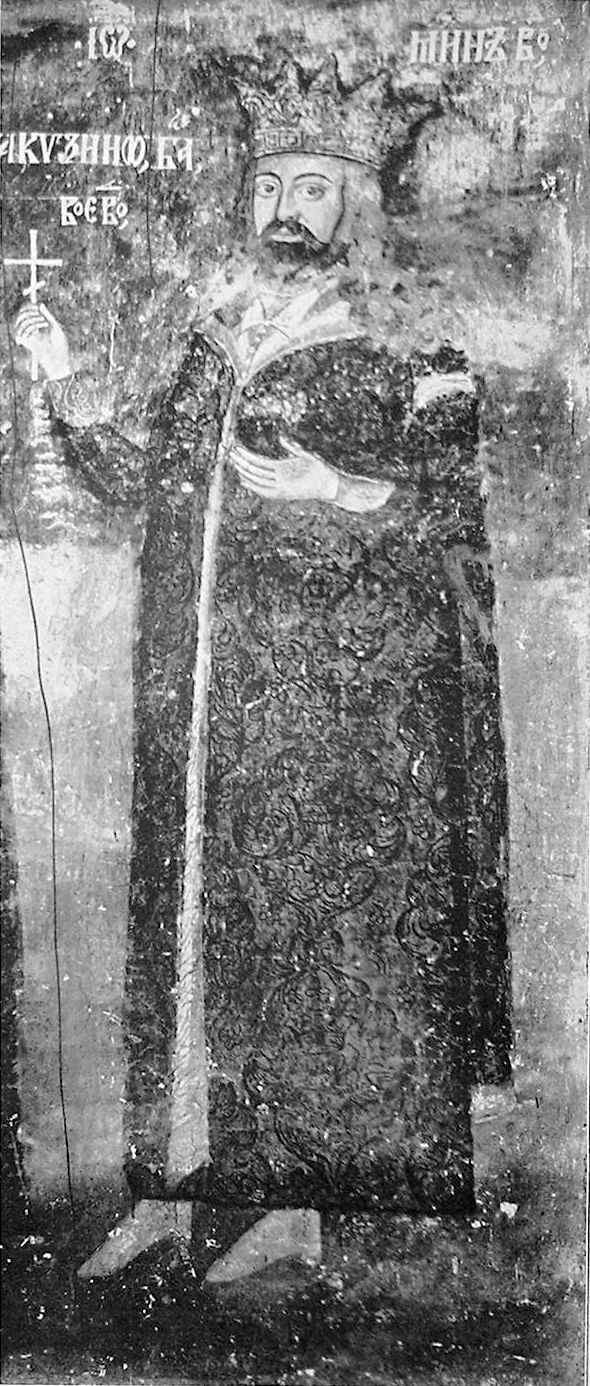
Fürst Mihnea Turcitul

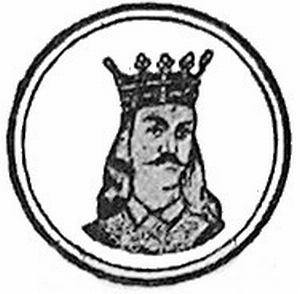
Fürst Radu cel Frumos

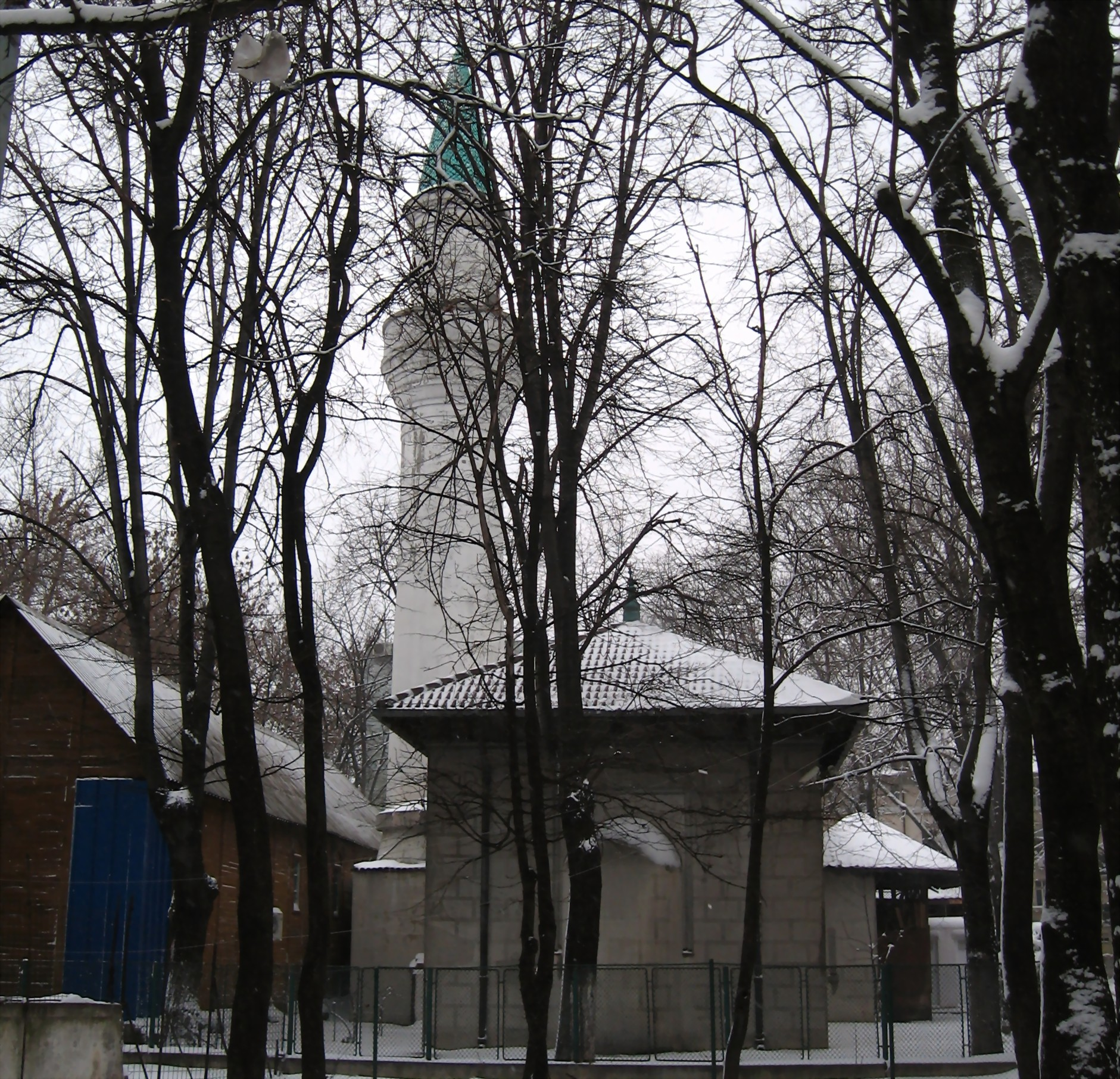
Die Bukarester Moschee

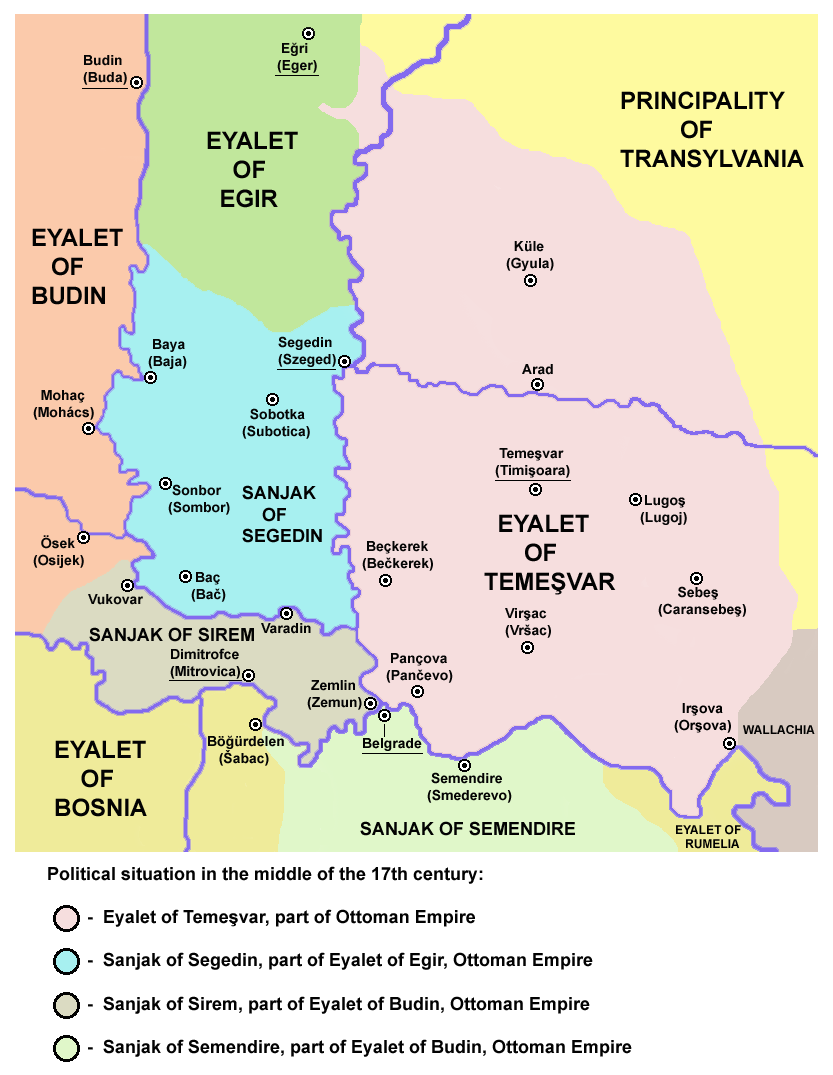
Das Temeschwarer Paschaluk

Um 1334 wurden Tataren von Ibn Battutah erwähnt. Unter bulgarischer Herrschaft waren Kumanen schon zu Beginn des 13. Jahrhunderts in der Dobrudscha angesiedelt worden, wenige Jahrzehnte später verbannten auch die Byzantiner anatolische Muslime dorthin. Es folgte ein kurzes walachisches Intermezzo von etwa 1390 bis 1417. Die Ausbreitung des Islam wurde durch die Ansiedlung islamischer Budschak-Nogaier und Krimtataren gefördert. In der Küstenstadt Mangalia (in der südlich Tulcea gelegenen Provinz Constanța) war bereits 1525 eine Moschee entstanden, die als die älteste erhalten gebliebene Moschee Rumäniens gilt und noch heute 800 türkischen und tatarischen Familien der Region zur Religionsausübung dient. 1599 erhielt das osmanische Eyâlet Silistra, zu dem auch die Dobrudscha und der Budschak gehörten, einen krimtatarischen Gouverneur.
Nach der Eroberung des Krim-Khanats (1783), des Budschak (1812) und des Donaudeltas (1829) durch Russland emigrierten zahlreiche Krimtataren in die Dobrudscha und unterstützten den türkischen Sultan im Kampf gegen Ägypter, Janitscharen und aufständische Balkanchristen. Zwar hatte das Osmanische Reich im Ergebnis des Krimkrieges 1856 das Donaudelta nochmals zurückgewonnen, nach der osmanischen Niederlage 1878 und dem endgültigen Verlust der Dobrudscha mussten 100.000 Muslime aber erneut fliehen, diesmal nach Anatolien (Kleinasien). „Die relative Bevölkerungsmehrheit (der Dobrudscha) war zu diesem Zeitpunkt muslimisch...“ In der Dobrudscha stellte die rumänische Bevölkerung 1880 nicht mehr als 28 Prozent der Gesamtbevölkerung. Während Tataren und Türken in Rumänien um 1885 enteignet und vertrieben wurden (nach Meyer bekannten sich 1888 nur noch 2.000 Einwohner zum Islam), wuchs die Exilgemeinde der Muhadschir (Flüchtlinge) in der Türkei auch durch den Zuzug einiger Hundert rumänischer Muslime an. Noch 1895 sollen dennoch 21 Prozent der Bewohner der Hafenstadt Constanța Türken und Tataren gewesen sein. Im Ersten Weltkrieg standen sich Rumänien und das Osmanische Reich erneut gegenüber, danach flohen 1918 weitere 80.000 Türken und Tataren aus Rumänien in die Türkei.